# 土浦日本大学高等学校
土浦日本大学高等学校（つちうらにほんだいがくこうとうがっこう）は、茨城県土浦市にある日本大学準付属の私立高等学校。日本大学の準付属の中では古く歴史のある名門高校である。高大一貫校であり、日本大学での授業などを展開している。全日制のほか、通信制も開校している。同じ敷地内に土浦日本大学中等教育学校がある。設置者は学校法人土浦日本大学学園である。略称は「土日（つちにち）」（主に千葉県民が使う）、「土浦日大（つちうらにちだい）」、「日大（にちだい）」（主に茨城県民がつかう）など。
土浦日本大学中等教育学校との関わりはほとんどなく、英訳はtsuchiura nihon univ high schoolとなっており、中高一貫校のようにsenior high schoolとは表記されない。また、この2校を運営している土浦日本大学学園は日本大学準附属高校の最初の高校である。本校は古い歴史のある伝統校であるため制服着用のみ必須としている。本校は多くの著名人を輩出しているほか、伝統のもと教育を行っている。また、日本大学図書館などの大学施設が利用可能などの附属高校の利点がある。同学園は日本大学の教育方針も取り入れており、日本大学の自主創造などの大学の校風も取り入れており附属ならではの授業も展開している。

## 沿革
- 1963年2月 - 日本大学の準付属高校として土浦高等学校が設立される
- 1964年7月 - 土浦日本大学高等学校と改称
- 1974年4月 - 岩瀬校舎を開校
- 1987年4月 - 特別進学コース、進学コース、スポーツカルチャーコースを開設。男女共学制を導入
- 2002年4月 - スーパーハイクラス開設。岩瀬校舎が岩瀬日本大学高等学校として独立
- 2003年4月 - 2コース制（特別進学、総合進学）導入。土浦日本大学中学校を開校
- 2005年4月 - グローバルスタディーコース開設
- 2007年
  - 3月 - 土浦日本大学中学校を廃止
  - 4月 - 土浦日本大学中等教育学校を開校
- 2021年4月 - 土浦日本大学高等学校に通信制課程（広域通信制課程）を開講

土浦日本大学学園の開校時1960年代は最初の名称土浦高等学校として運営をしていたが、当時は経営難となっており厳しい状況下に置かれていた。だが、徐々に生徒数が増え本学園で学びを得ようとする生徒が増えたいった。1970年代に入ると同茨城県桜川市の地に分校を開校した。現岩瀬日本大学高等学校である。
バブルの時代に突入すると本学園の収益も上がっていった。また多くの著名人、スポーツ選手、国会議員などを輩出するまでに至った。また本学園の長い歴史を祝うため土浦日本大学学園の地に日本大学の創設者山田顕義像が作られた。
2000年代の今の時代でも本学園から沢山の著名人やスポーツ選手、議員、音楽家などを輩出しており全国屈指の名門校、伝統校として日本中に知れ渡っている。また、2023年の甲子園ではベスト4に入るなど素晴らしい成績を残している。本学園60周年記念講演会にて、本校の古い伝統を受け継ぎ未来を作るのは貴方達自身だと本校の伝統を受け継いだ。

## 概要
- 特別進学コース
  - スーパーハイクラス - 最難関国公立大学への進学をめざす。
  - 特進クラス - 国公立大学や難関私立大学への進学をめざす。
  - 日本大学への付属推薦は行われない。

- 総合進学コース
  - 進学クラス - 日本大学への付属推薦での進学者が多いが、早慶やmarchなどの難関私立大学にも多数合格している。
  - スポーツクラス - 日本大学への付属推薦での進学者が多く、部活動が盛んである。

- グローバルスタディーコース
  - グローバルスタディークラス - 国内の難関私立大学や海外の大学への進学をめざす。母語話者の教師もいる。生徒は帰国生徒で、日本に帰国せずに受験ができるよう、日本大学の付属高校数校が合同で、海外でも入学試験を実施している。

なお、1年毎に各コースから別コースへの変更が可能であり、少数ながらもコース変更をする生徒が存在する。ただし、成績は前コースからそのまま引き継がれるので、日本大学への内部進学に関して不利に傾くこともある。
日本大学の付属校であることを生かし、校内に教授を呼んでの「出張講義」や日本大学内での授業などを行なっており、様々な説明会も開かれている。課外授業も盛んに行われ、夜まで自主学習を行う生徒もいる。グローバルスタディーコースや海外入試がある為全校生徒の3割から4割程は、帰国子女や交換留学生である。気を抜くと留年してしまうこともあるなど、かなりハイレベルな授業やテストも実施されている。全国的にも難関な高校なので課題の量などは非常に厳しい。少人数授業も展開しており、5人程しか授業にいない時もある。特別進学コースは放課後に到達度テストと謳われている小テストを行っている。日本大学が内部進学は毎年11月に実施される。「日本大学付属高校統一テスト」の結果をもとに日本大学の推薦が決められる。付属校であるため、大学への現役合格率は県内の高等学校中、第一位である。
2015年にはグローバル高校として外務省から認定されるなど多くの実績を持っている。各種テレビ放送局などからも取材を受けており、校風や部活などが紹介された。
「準付属の始まりの高校」と呼ばれており、元々の高校名は「土浦高等学校」であった。
以前の制服は、男子は海軍航空隊の町である土浦にちなんで海軍士官の軍服に似せた濃紺・サイドベンツの詰襟服、女子は80年代に流行したようなデザインの制服であったが、同敷地内に開校した中等教育学校に準じ、2005年度からどちらも新デザインのブレザー型制服へと変更された。校風は現代の高校などの校則改革などに伴い緩くなった。頭髪検査等は無く、きちんと洗っていればおしゃれなどをしようとも問題は無い。中には部分染めなどをしている人もいる。携帯電話も使える。
2006年11月に、特別進学コース3年生の生徒約90人を中心に、高等学校必履修科目未履修問題が発覚し、対象生徒向けの補習授業が行われた。

## 部活動・サークル活動
- 男子バスケットボール部、女子バレーボール部が全国有数の強豪である。
- 硬式野球部は春2回、夏5回甲子園に出場している。2023年夏（第105回）では春夏通じて初めての4強入りを果たした。（太字で表示しているのは強化指定部）
- 特徴としては、自由にサークルを作ることが出来る。また、日本大学と共同で部活を行うこともある。日本大学の部活に入部することも可能。入部したものは、東京都の世田谷キャンパスなどで練習を行う。
- サークルはここに書いてある以外にもたくさんあるが、ほとんど活動をしないサークルも多い。
- サークルの場合全て自費であるが、許可した場合のみ校内費用の使用が認められる。

### 体育系
- 陸上部
- 柔道部
- 剣道部
- 体操部
- 弓道部
- 卓球部
- ヨット部
- 合気道部
- 硬式野球部 - 春 2回出場、夏 5回出場
- 軟式野球部
- 硬式テニス部
- ソフトテニス部
- サッカー部
- レスリング部
- ボクシング部
- バドミントン部
- ソフトボール部
- ハンドボール部
- 男子バレーボール部 - 春の高校バレー 14回出場、高校総体 17回出場
- 女子バレーボール部 - 春の高校バレー 18回出場、高校総体 16回出場
- 男子バスケットボール部
- 女子バスケットボール部
- ウエイトリフティング部
- チアリーディング部

### 文化系
- 美術部
- 放送部
- 音楽部
- 囲碁・将棋部
- 演劇部
- 文芸部
- 科学部
- 茶道部
- 吹奏楽部

- 茶道同好会
- 時事問題研究会
- 数学研究愛好会
- クイズ研究会
- ボトルフリップ同好会

## 年間スケジュール
- 4月：入学式、日本大学基礎学力到達度テスト（1年は試し 2年は1回目の受験、3年は2回目の受験）、1年蓼科宿泊学習
- 5月：中間考査、父母と教師の会総会。
- 6月：文化祭（桜華祭）、英語スピーチコンテスト
- 7月：期末考査
- 夏休み：1年 ハワイ英語研修、三者面談、蓼科サマースクール、サマー集中ゼミ
- 9月：1・3年芸術観賞会、体育祭、英語暗唱大会、3年 日本大学基礎学力到達度テスト（3年 3回目の受験）、中間考査
- 10月：創立記念日（日本大学の創立記念日が同校創立記念日となる）
- 12月：期末考査、スポーツ大会、ウィンターゼミ
- 1月：入学試験
- 2月：2年イギリス修学旅行、
- 3月：保護者会、学年末試験、卒業式

## 入学試験
一般試験では、同校本館のほか、筑波学院大学、水戸市立第二中学校、下妻市立下妻中学校、石岡市立国府中学校、守谷市立守谷中学校 、取手市立取手第二中学校といった県内各所の公立中学校等にも会場が設置される。
また、日本大学の付属高校23校が合同で行う帰国生徒対象の入学試験がある。
- 実施都市（2006年のもの）
  - 2006年11月4日：ニューヨーク・フランクフルト・台北・香港
  - 2006年11月7日：ロサンゼルス・ロンドン・バンコク・上海・シンガポール

## 校歌
- 作詞：大木惇夫
- 作曲：乗松明広
- 編曲：中川幸太郎
- 三番まで存在するが、実際には一番しか歌われていない。

## 応援歌
日本大学の応援歌「花の精鋭」を使用する。
- 作詞：東辰三
- 作曲：明本京静
- 応援歌（正式名称 花の精鋭）は主に関東大会、インターハイ、甲子園予選の壮行会で教職員含め生徒全員で歌われる。
- 右腕を上下に振る歌い方を全校生徒で行っていたが、現在ではチアリーディング部のみで同様の振りつけを行っている。

## 施設
- 本館

6階建て。職員室（2室・2階）、普通教室、特別教室。
昇降口を入ると、中央部がメディアプラザという吹き抜けになっており、それを取り囲むように1階〜5階までのフロアがあり、どの教室も廊下に出るとメディアプラザが見おろせる。また、メディアプラザの屋根は可動式になっており、普段はほとんど開かれた状態で、直射日光が差し込むほか、青空も望め、校舎内の自然換気もうながされる。また、両側には階段が設置され、1〜5階のどの階からも直接メディアプラザに降りられる。各階の廊下には窓およびドアが設置され、メディアプラザとそれぞれのフロアを、完全に仕切ることも可能である。また、メディアプラザにはステージがあり、大型ビジョンや照明設備も設置されてあるが、外部からの来校者があるイベントでない限りは滅多に使われる事がない。
高等学校の中枢施設は本館にあり、職員室の他、マルチスタジオ（1階）、事務室（1階）、保健室（1階）、相談室（スクールカウンセラー常駐・1階）なども本館である。
- 2号館

4階建て。普通教室。
- 3号館

2階建て。1階にはコンピュータ室があり、2階は演習室1,2,3がある。
- 4号館

3階建て。普通教室。老朽化のため現在は取り壊され、幸園（簡易的な遊歩道）となっている。
- 総合学習情報センター

4階建て。図書室、特別教室、自習室、生徒ラウンジ、購買部。生徒ラウンジは、陽のひかりが差し込む、さながら大学のキャンパスのように広い空間で、便宜上いくつかのスペースに分かれている。スペースごとに、配置されているイスやテーブルは専門のデザイナーの手によるもので、スペースごとに種類が違う。また、窓からは広く土浦駅前の高層ビルが見おろせる他、筑波山や筑波研究学園都市なども望むことが出来る。センター建設に当たっては、予定地であった、同校が当初から所有する敷地に、土浦市水道部の上水道設備が設置されていたため、建設に着手できず、敷地の所有を巡って裁判所で争われた。同校側が勝訴。
- 総合体育館

3階建て。第1アリーナ（2階）、第2アリーナ（1階）、集会室（1階・半地下）、トレーニングルーム（1階）、ランニングロード（3階）、剣道場（1階・半地下）、柔道場（同）、レスリング場（1階）。
- 桜心館

同校から徒歩数分のところにある男子寮。
- 出島総合グラウンド

かすみがうら市にあるグラウンド。ナイター設備もある。
- 出島合宿寮

かすみがうら市にある硬式野球部員のための男子寮。
- 蓼科林間学園

長野県立科町にある宿泊施設。系列校である岩瀬日本大学高等学校と共有されており、毎年1年生の校外学習などに使用されている。
- 施設のキャパシティー

同校は高等学校だけで約2000人という生徒を受け入れるキャパシティーが必要である。敷地は住宅街にあるため、日本大学豊山高等学校程ではないが、それほど広くなく、その狭い敷地に中等教育学校生を合わせるとおよそ2300人がひしめいている。校舎については教室や廊下は十分な広さが確保されているにもかかわらず、ひとつの教室で40人以上が授業を受けるため、意外と狭く、廊下や昇降口、2つの職員室周辺などでは登下校時間帯や昼休みなどにはたくさんの生徒がひしめき合うような光景も見受けられる。
- 体育館の状況

総合体育館については、2つアリーナがあるにもかかわらず、たくさんのクラスの授業が重なると、全クラスがコートを使うことができず、授業時はクラスごとに、授業内容を振り分け（例えば、第1アリーナ3面、第2アリーナ1面のバスケットボール、バレーボールコートがうまってしまった場合、集会室で卓球、ランニングロードでバドミントン。それでも足りない場合はテニスコートでテニス、グラウンドでサッカーなど）違う教室を使うことによって対応している。
また、グラウンドはサッカーコート約3分の1面分の広さであるので、たとえばソフトボールなどの競技は面積が足りず不可能である。
- 駐車場

敷地内には大きな駐車場が無く、既存の駐車スペースは教師や講師の車で常時満車であり、同校で大きなイベント（保護者会・文化祭等）が行われる場合は、土浦駅前の市営東・西駐車場を利用する。
総合体育館、桜心館、蓼科林間学園は中高一貫生と共用であり、総合体育館の隣には、「中学棟」がある。なお、2号館、4号館はあるものの、3号館は「中等教育学校棟」建設のために取り壊された。
校舎内のいくつかの棟には、自動販売機と公衆電話が設置されている。

## 通学方法
自転車や徒歩で通学する生徒も多く、朝夕、特に朝の通学時間帯は、大量の生徒が同校周辺の道路を一方向に通学する光景が見られる。千葉県からの通学者も多い。
- 鉄道
  - JR常磐線土浦駅から徒歩（同校まで約25分）か自転車、またはバス（約10分）
関東鉄道(土浦営業所)が運行する路線バスのスクール便が運行されており、校内にバス停留所が設置されている。
一般路線バスもあり、土浦駅西口バスターミナル2番乗り場から、関東鉄道の『桜ヶ丘・補給処経由 荒川沖駅東口行』または、『烏山団地行』に乗車、前者は「小松ヶ丘」、後者は「霞ヶ岡」バス停下車となる。運賃はどちらも片道250円である。
  - TXつくば駅から同校直通スクールバス。
- スクールバス
  - つくば市方面、守谷市方面、桜川市方面、下妻市方面、坂東市方面、稲敷市方面、利根町、水戸市方面へ同校よりがスクールバスが運行されている。使用車両は同校の制服の色合いに合わせた塗装となっている。運行は北総交通を始めとした地元の貸切バス事業者数社が合同で受託している。
  - なお、中等教育学校の生徒も同じバスを利用する。

## 系列校

### 中等教育学校
- 土浦日本大学中等教育学校

同じ敷地内に設置されているが土浦日本大学中等教育学校は6年制の中高一貫校であり、土浦日本大学高等学校への内部進学は行われていない。

### 高等学校
- 岩瀬日本大学高等学校

### 付属幼稚園
同校付属の幼稚園がある。日本大学付属には数えられていない。
- 土浦日本大学高等学校附属幼稚園
  - なお、土浦日本大学高校の文化祭には、付属幼稚園も出展している。

## 著名な出身者

### スポーツ関連

#### バスケットボール
- 荒順一（元バスケットボール選手・元日本航空ヘッドコーチ）
- 平岡富士貴（元バスケットボール選手・新潟アルビレックスBBアシスタントコーチ）：1993年卒業
- 安西智和（元バスケットボール選手・前橋育英高ヘッドコーチ）：1994年卒業
- 堀川竜一（プロバスケットボール選手・滋賀レイクスターズ所属）：1998年卒業
- 高島一貴（バスケットボール選手・アイシン三河）：2006年卒業
- 岡田優介（バスケットボール選手・トヨタ東京）：2007年卒業
- 中濱達也（バスケットボール選手・日立東京）：2009年卒業
- 落合知也（バスケットボール選手・しながわシティ）：2010年卒業
- 本村亮輔（バスケットボール選手）：2019年卒業
- 平岩玄（バスケットボール選手）：2020年卒業
- 松脇圭志（バスケットボール選手）：2020年卒業
- 杉本天昇（バスケットボール選手）：2022年卒業
- 君山舞夕奈（女子バスケットボール選手）
- 小沼めぐみ（女子バスケットボール選手）
- 星田美歩（女子バスケットボール選手）

#### 野球
- 大室勝美（元プロ野球選手・日拓ホームフライヤーズ）
- 大西忠（元プロ野球選手・阪急ブレーブス）
- 工藤一彦（元プロ野球選手・阪神タイガース）
- 田中毅彦（元プロ野球選手・ヤクルトスワローズ）
- 羽生田忠克（元プロ野球選手・西武ライオンズ）
- 小山田保裕（元プロ野球選手・広島東洋カープ→横浜ベイスターズ）
- 神戸拓光（元プロ野球選手・千葉ロッテマリーンズ）
- 林稔幸（SUBARU硬式野球部）
- 印出順彦（慶應義塾体育会野球部・東芝野球部）

#### レスリング
- 入江隆（レスリング・ロサンゼルス五輪銀メダリスト）
- 小林孝至（レスリング・ソウル五輪金メダリスト）
- 富山英明（レスリング・ロサンゼルス五輪金メダリスト）
- 本田多聞（レスリング・ロサンゼルス五輪、ソウル五輪、バルセロナ五輪出場・プロレスラー）
- 宮田和幸（レスリング・シドニー五輪出場・総合格闘家）
- 宮本知恵（レスリング・2000年女子世界選手権銅メダリスト）
- 斉藤紀江（レスリング・2003年ワールドカップ2位）

#### 柔道
- 塚田真希（2004年アテネオリンピック柔道金メダリスト）
- 一見理沙（1996年アトランタオリンピック柔道代表選手）
- 福見友子（世界柔道選手権（2009年）48キロ級金メダリスト）
- 渡邉美奈（世界柔道選手権（2009年）70キロ級銅メダリスト）
- 磯崎祐子（アジア選手権（2000年）52キロ級金メダリスト）
- 外岡裕子（世界ジュニア（1994年）72キロ超級金メダリスト）
- 中谷美保子（世界ジュニア（1996年）52キロ級金メダリスト）
- 中島英里子（世界学生（2000年）48キロ級金メダリスト）
- 本郷光道（全日本選手権（2011年）3位）

#### ボクシング
- 椎野大輝（プロボクサー、第43代OPBF東洋太平洋バンタム級チャンピオン、三迫ジム）

#### その他格闘技
- 桜井"マッハ"速人（総合格闘家）
- 小見川道大（総合格闘家）
- 百田力（プロレスラー、力道山の孫）

#### 相撲
- 双筑波勇人（大相撲力士）

#### バレーボール
- 澤畠雄一郎（元バレーボール選手）
- 澤畠文子（バレーボール選手、武富士バンブー所属）

#### 陸上
- 松村拓希（陸上選手、駅伝。駒澤大学→元日清食品所属。

#### スケートボード
- 草木ひなの（在学中[1]）

#### 競馬
- 横山賀一（元JRA騎手、現JRA競馬学校の教官。横山富雄の実子で、横山典弘の実兄）

#### マリンスポーツ
- 関一人（2004年アテネオリンピックセーリング銅メダリスト）

### 芸能
- 宮内タカユキ（歌手）
- 小田木望（歌手）
- DJ DRAGON（ミュージシャン）
- 木村大（ギタリスト）
- 小牧リサ（女優）
- Ryu（山野井隆）（ものまねタレント、取手市議会議員）

### 政治
- 白須賀貴樹（元衆議院議員〈自由民主党〉）
- 神達岳志（常総市長）
- 筧信太郎（稲敷市長）

### その他
- 西山知義（ダイニングイノベーション、レインズインターナショナル創業者）
- 大月俊倫（アニメプロデューサー）
- 郡司光貴（世界ルービックキューブ選手権大会3位。元日本記録保持者）
- 長イキアキヒコ（漫画家）
- 加賀爪 聡 (群馬テレビ アナウンサー、軟式野球部OB)

## 主な出来事
- 1967年7月2日 - 霞ヶ浦で練習中の漕艇部のナックル艇2隻が転覆。生徒1人が死亡した[2]。